# James Michael McAdoo
James Michael Ray McAdoo (Norfolk, Virginia; 4 de enero de 1993) es un jugador de baloncesto estadounidense que pertenece a la plantilla del Shimane Susanoo Magic de la B.League japonesa. Con 2,06 metros de altura juega en la posición de ala-pívot.

## Trayectoria deportiva

### Instituto
McAdoo asistió al instituto "Norfolk Christian High School" en Norfolk, Virginia. En su tercer año como "júnior" en 2009-10, promedió 22,5 puntos y 9,9 rebotes por partido, y en su última campaña como "sénior" en 2010-11, promedió 21,6 puntos y 8,1 rebotes por partido. Lideró al instituto Norfolk Christian a campeonatos estatales consecutivos y ganó el premio Gatorade al jugador del año en Virginia en 2010 y 2011. Durante su carrera, ganó los honores de primer equipo USA Today y tercer equipo Parade All-America, así como ganó los honores de co-MVP del McDonald's All-American Game (17 puntos) en Chicago y del Jordan Brand Classic (26 puntos y 14 rebotes) en Charlotte.
En 2009, durante su tercer año como "júnior" en el instituto, McAdoo se comprometió a unirse a North Carolina Tar Heels. Después de que Travis Wear y David Wear fueron transferido de North Carolina, McAdoo consideró graduarse un año antes para que pudiera unirse a los Tar Heels en 2010, pero al final decidió quedarse en el instituto "Norfolk Christian" para su último año.
Fue calificado como el cuarto jugador en la clase de 2011 por Scout.com, el sexto jugador por ESPN, y el octavo jugador por Rivals.com.

### Universidad
McAdoo jugó tres temporadas para los Tar Heels de la Universidad de Carolina del Norte, promediando 11,4 puntos, 5,9 rebotes, 1,0 asistencias y 1,2 robos en 24,9 minutos durante 108 partidos. En su tercera temporada como "júnior" en 2013-14, McAdoo ganó los honores de segundo mejor quinteto de la Atlantic Coast Conference por segundo año consecutivo después de promediar 14,2 puntos, 6,8 rebotes, 1,7 asistencias y 1,3 robos en 34 partidos.
A principios de abril de 2014, declaró su elegibilidad para el draft de la NBA, renunciando a su último año universitario.

### Profesional
Después de no ser elegido en el Draft de la NBA de 2014, McAdoo se unió a los Golden State Warriors para disputar la NBA Summer League. El 2 de septiembre de 2014, firmó con los Golden State Warriors, pero en el mes de octubre de 2014, antes del comienzo de la temporada 2014-15 de la NBA, fue descartado por los Warriors.
El 19 de enero de 2015 firmó contrato por diez días con los Golden State Warriors de la NBA. En su debut, ese mismo día ante los Denver Nuggets, consiguió 11 puntos y 5 rebotes en menos de 13 minutos de juego.
[actualizar]

## Selección nacional
McAdoo promedió 16,8 puntos, 8,6 rebotes y 2,0 tapones por partido para ayudar a la selección de Estados Unidos a ganar la medalla de oro en el Campeonato FIBA Américas Sub-16 de 2009 jugado en Argentina. Posteriormente fue nombrado Atleta Masculino del Año de USA Basketball de 2009. 
En 2010, ganó otra medalla de oro con la selección de Estados Unidos después de promediar 14,5 puntos, 7,9 rebotes y 1,9 tapones por partido en el Campeonato Mundial de Baloncesto Sub-17 de 2010 en Alemania.

## Estadísticas de su carrera en la NBA
|  | Denota temporada en la que ganó un campeonato de la NBA |

### Temporada regular
| Año     | Equipo       | PJ  | PT | MPP | %TC  | %3P  | %TL  | RPP | APP | ROB | TPP | PPP |
| ------- | ------------ | --- | -- | --- | ---- | ---- | ---- | --- | --- | --- | --- | --- |
| 2014-15 | Golden State | 15  | 0  | 9.1 | .545 | .000 | .560 | 2.5 | .1  | .3  | .6  | 4.1 |
| 2015-16 | Golden State | 41  | 1  | 6.4 | .536 | .500 | .531 | 1.4 | .4  | .2  | .2  | 2.9 |
| 2016-17 | Golden State | 52  | 2  | 8.8 | .530 | .250 | .500 | 1.7 | .3  | .3  | .6  | 2.8 |
| Total   | Total        | 108 | 3  | 7.9 | .535 | .300 | .526 | 1.7 | .3  | .3  | .4  | 3.0 |

### Playoffs
| Año   | Equipo       | PJ | PT | MPP | %TC  | %3P  | %TL  | RPP | APP | ROB | TPP | PPP |
| ----- | ------------ | -- | -- | --- | ---- | ---- | ---- | --- | --- | --- | --- | --- |
| 2015  | Golden State | 5  | 0  | 2.0 | .667 | .000 | .000 | .8  | .0  | .0  | .2  | .8  |
| 2016  | Golden State | 8  | 0  | 4.8 | .500 | .000 | .250 | 1.0 | .3  | .4  | .3  | .6  |
| 2017  | Golden State | 13 | 0  | 4.3 | .529 | .400 | .667 | 1.0 | .0  | .2  | .2  | 1.8 |
| Total | Total        | 26 | 0  | 4.0 | .542 | .400 | .500 | 1.0 | .1  | .2  | .2  | 1.3 |

## Vida personal
McAdoo es un cristiano evangélico. Ha hablado de su fe diciendo: "... quiero que la gente a darse cuenta de que no juego de baloncesto para mí. No importa qué adversidades en la cara, lo mal que va la temporada, o incluso lo bueno que pasa una temporada, en el final del día estoy jugando por una razón más grande, y eso es para glorificar a mi Señor y Salvador Jesucristo."
Sus padres, Ronnie y Janet, ambos jugaron baloncesto para la universidad Old Dominion en Norfolk, Virginia a finales de 1970 y principios de los 80, y pasó a jugar profesionalmente en Europa, mientras que su hermana mayor Kelsey también jugó baloncesto en la Universidad de Carolina del Norte en Charlotte.
Es sobrino tercero por parte de padre del jugador de la NBA Bob McAdoo, miembro del Basketball Hall of Fame, quien jugó en Carolina del Norte, en la NBA y en la liga italiana.
El 2 de abril de 2014, se casó con Lauren Elizabeth Adkins, una jugadora de voleibol de la Universidad de Carolina del Norte.